# 李鴻培
李 鴻培（イ・ホンベ、朝鮮語: 이홍배、1939年4月15日 - ）は、大韓民国の言語学者。

## 経歴
1958年に陸軍士官学校（第18期）に入学し、1962年に陸軍少尉に任官した。 1966年にブラウン大学で修士号を取得し、1970 年に論文「A Study of Korean Syntax（訳: 韓国語構文の研究）」を執筆し同大学大学院にて博士号を取得した。 陸軍士官学校教授を経て西江大学校英語英文学科教授を歴任した。
軍時代の最終階級は大佐。

## 著書
- 最小主義通史論講義 （訳書）
- 最小主義 通史理論と英語 (訳書)
- 最小主義通史論 (訳書)
- 言語の理解
- 支配-結束文法論 (訳書)
- 新しい大学英文法
- 支配結束理論の基礎 (訳書)
- 拡大代表準通史論 (訳書)
- 基礎通史論 (訳書)
- 言語学概論